# Marienkirche (Kocherstetten)

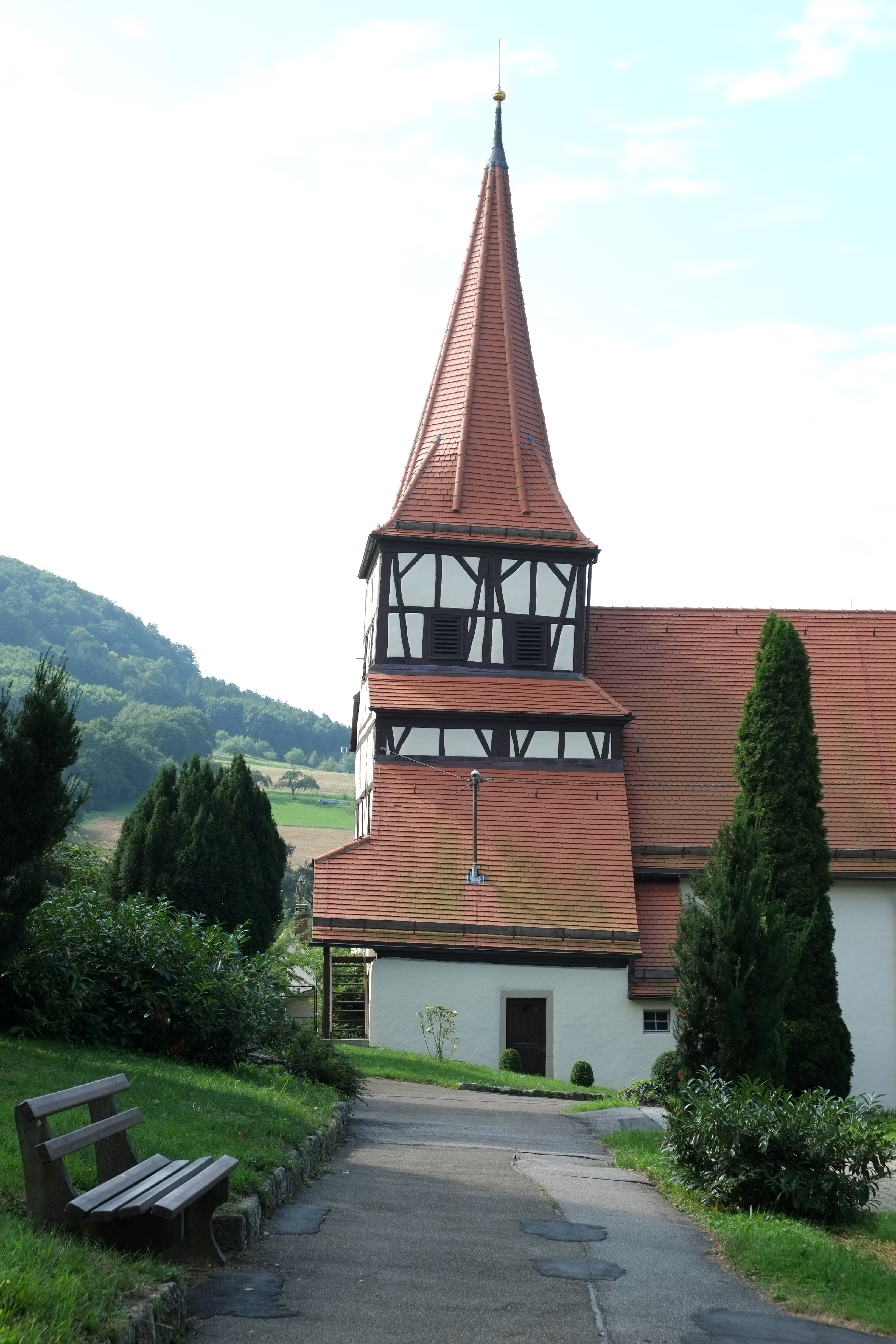
Marienkirche in Kocherstetten

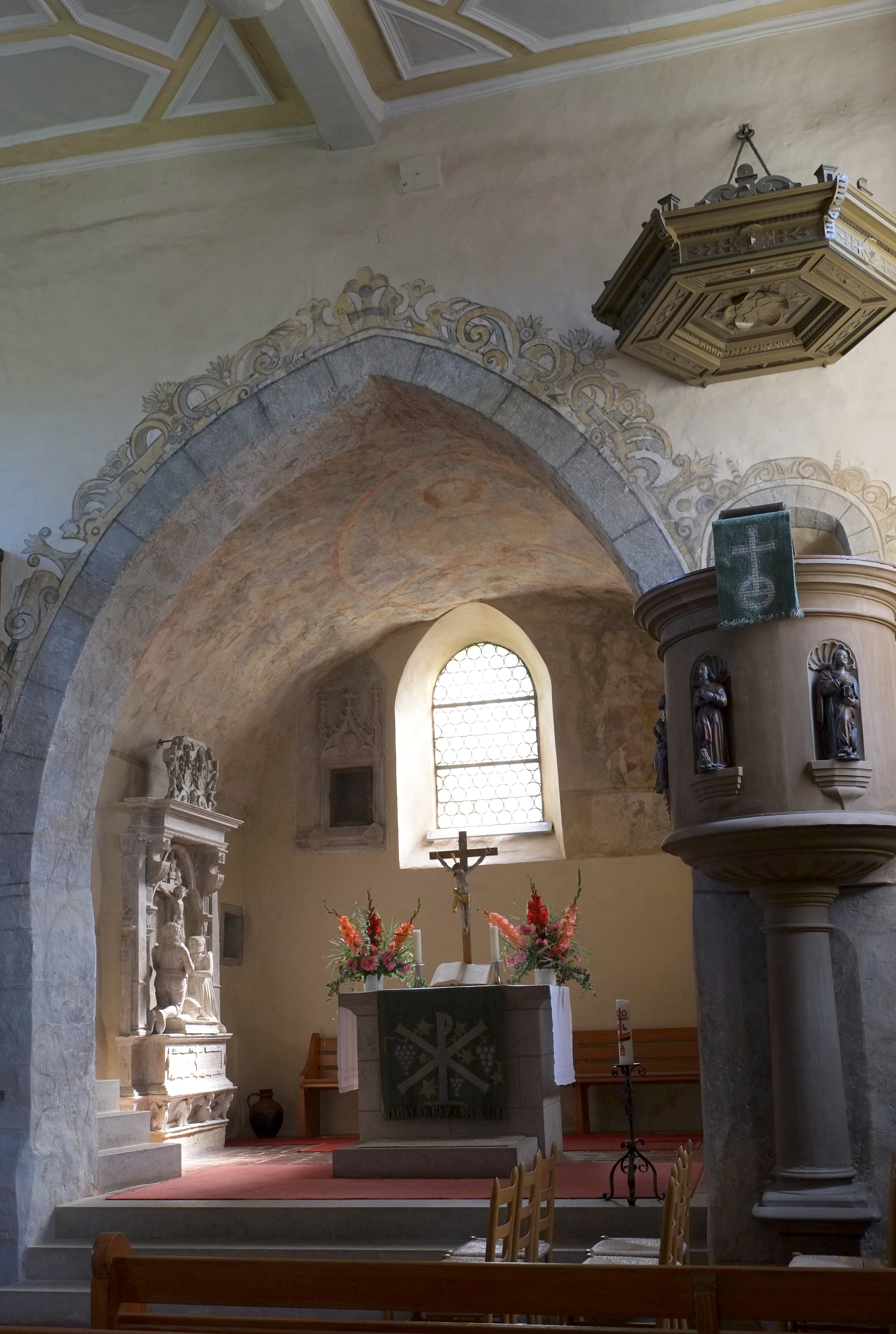
Chor und Kanzel

Die evangelische Marienkirche in Kocherstetten, einem Stadtteil von Künzelsau im Hohenlohekreis in Baden-Württemberg, wurde um 1300 errichtet.

## Geschichte
Die ursprüngliche Kirche wurde in der Mitte des 14. Jahrhunderts verändert und im Jahr 1394 wurde die Trennung von der Mutterkirche in Steinkirchen vollzogen. Das Kloster Comburg behielt das Patronatsrecht auch nach der Reformation, die im Jahr 1556 von Eberhard von Stetten eingeführt wurde.
Im Jahr 1505 wurde eine Sakristei angebaut und um 1620 erhielt die Kirche eine neue Kirchenausstattung. Im Jahr 1742 wurde die Empore eingebaut, wie die Initialen IMS 1742 an der Holzsäule der Empore belegen.

## Ausstattung
Die Kanzel wurde um 1620 aus Sandstein gefertigt. Am Kanzelkorb sind die vier Evangelisten dargestellt.
Der Taufstein von 1620 besteht aus einer gedrehten Kelchform  mit einem mächtigen Fuß.
Die Orgel wurde ursprünglich 1839/41 für die Gemeinde in Schönau von der Familie Overmann geschaffen. 1896 kam sie über die Firma Walcker nach Kocherstetten.

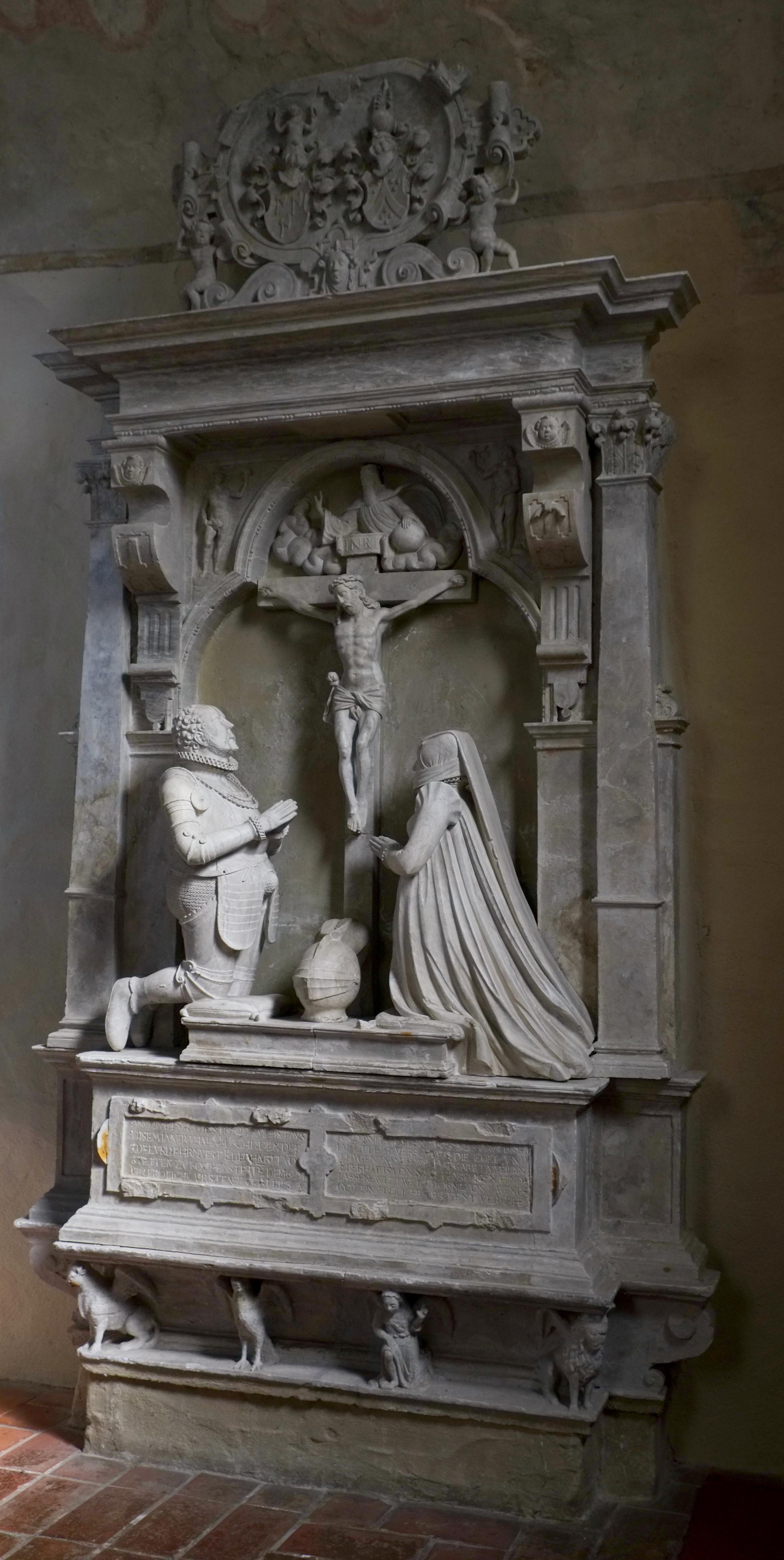
Epitaph für Eberhard von Stetten († 1583) und seine Frau Margaretha geb. von Layen († 1589)

## Epitaphien
Zahlreiche Epitaphien wurden in der Kirche oder an der Außenfassade für Mitglieder oder Verwandte der Familie von Stetten errichtet. Zumeist sind sie mit dem Wappen der Familie von Stetten, bestehend aus zwei oder drei Streitäxten, geschmückt. Eines davon ist das Epitaph für Eberhard von Stetten und Margaretha von Layen.

## Wandmalereien
Bemerkenswert sind die Wandmalereien im Chor aus dem 14. Jahrhundert. Sie zeigen in der Mitte Christus in der Mandorla mit erhobenen Armen und Kreuznimbus. In der Nordseite steht Maria mit Kind und gegenüber Johannes der Täufer. Die zwölf kleiner gemalten Figuren stellen die Apostel dar.

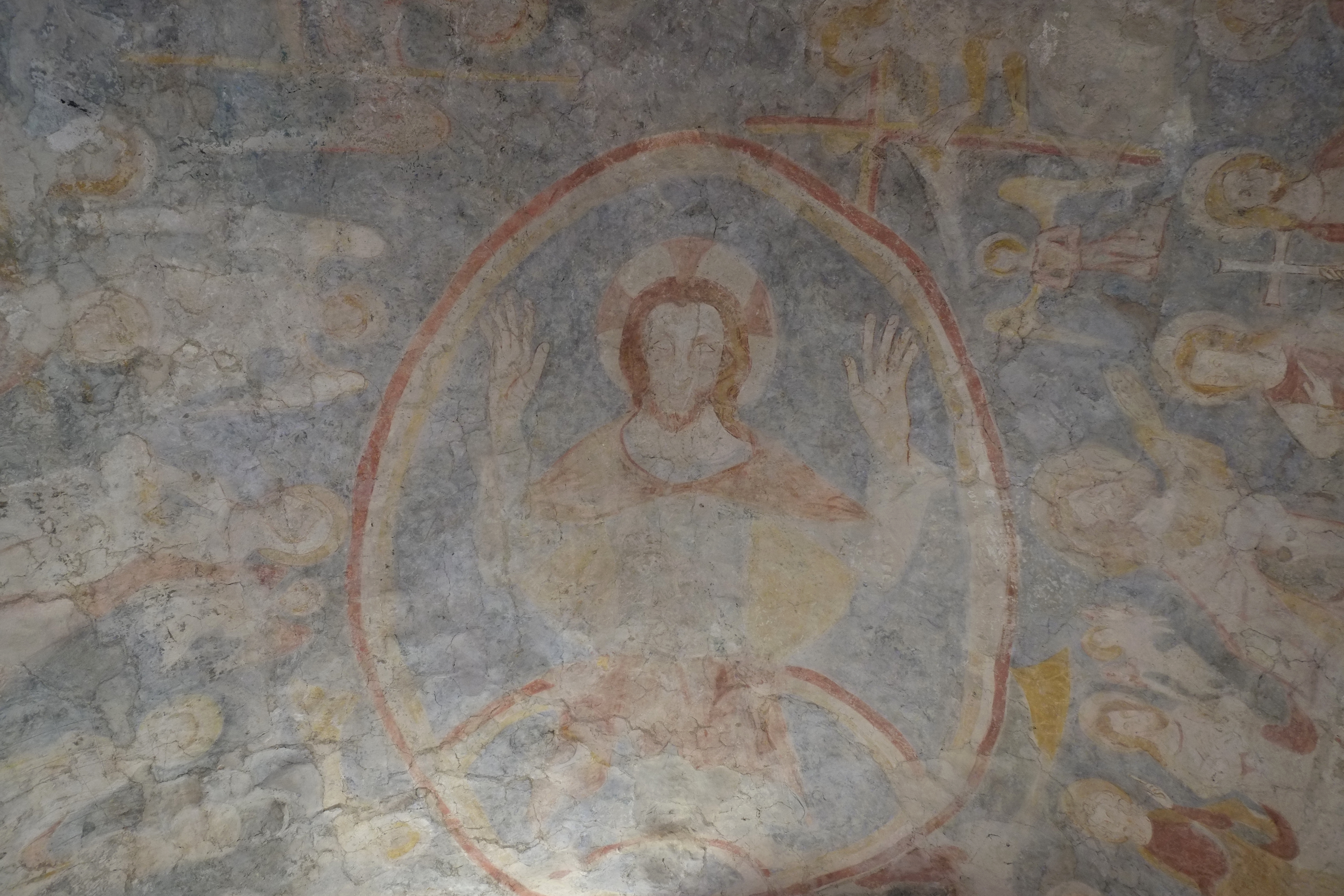
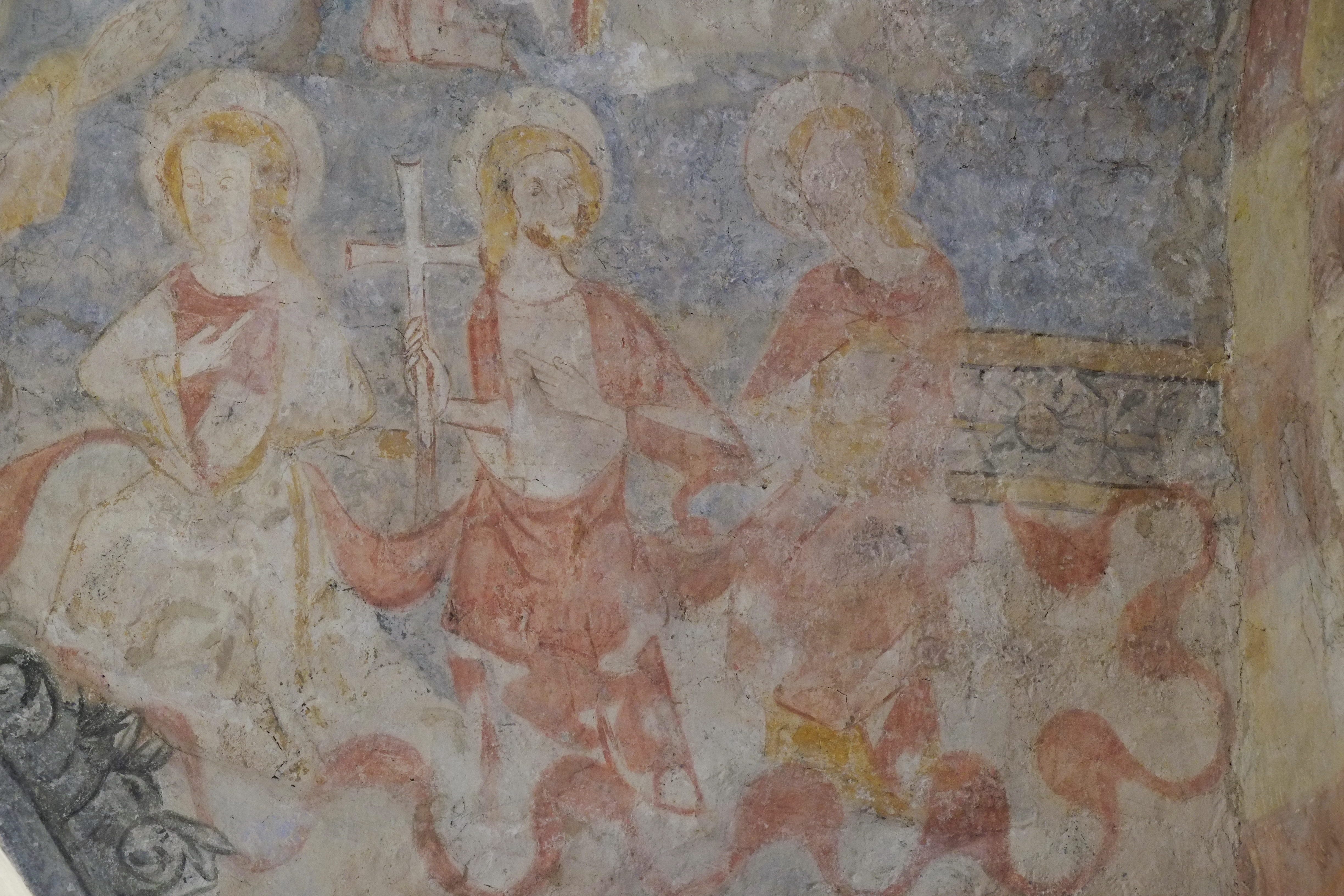
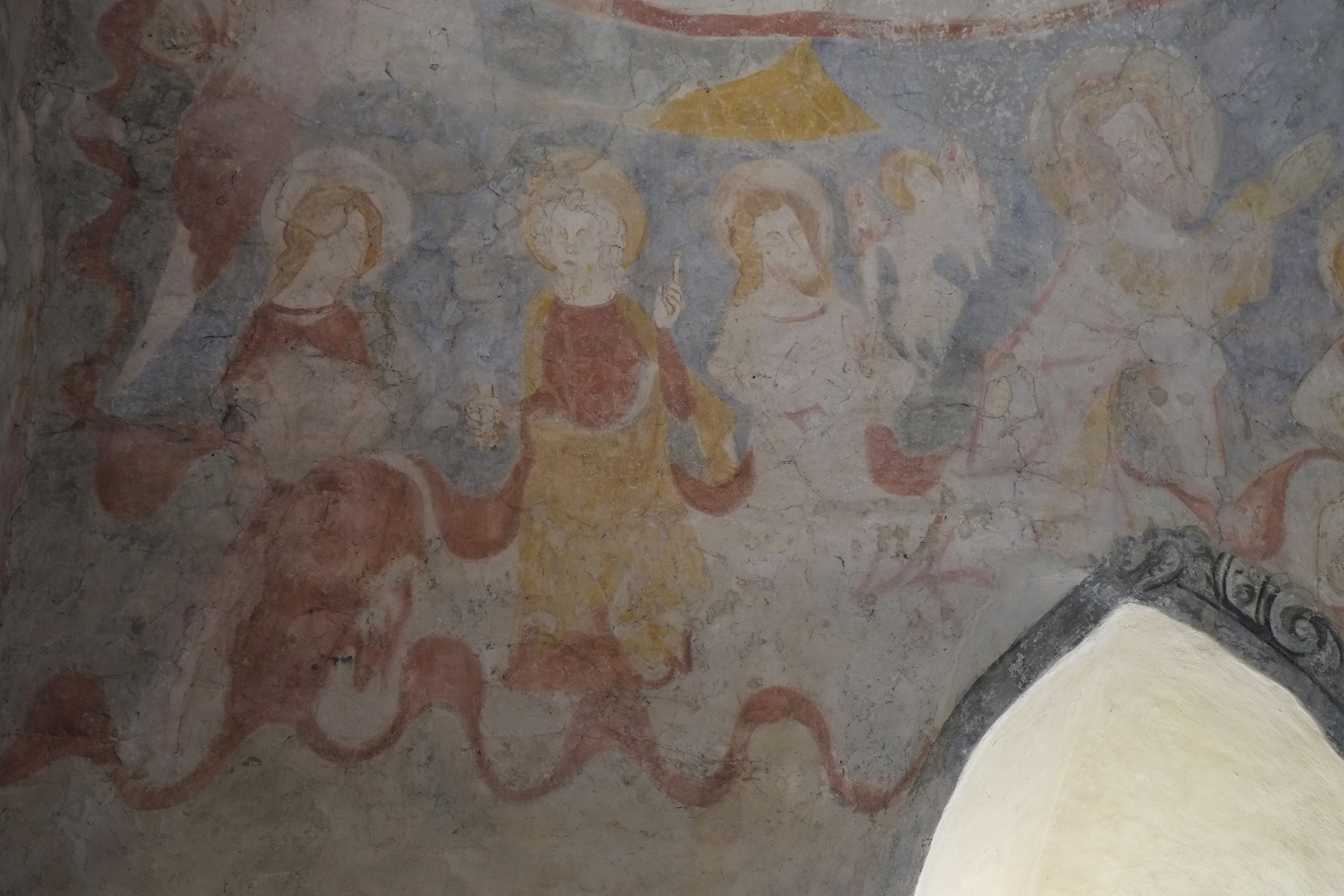
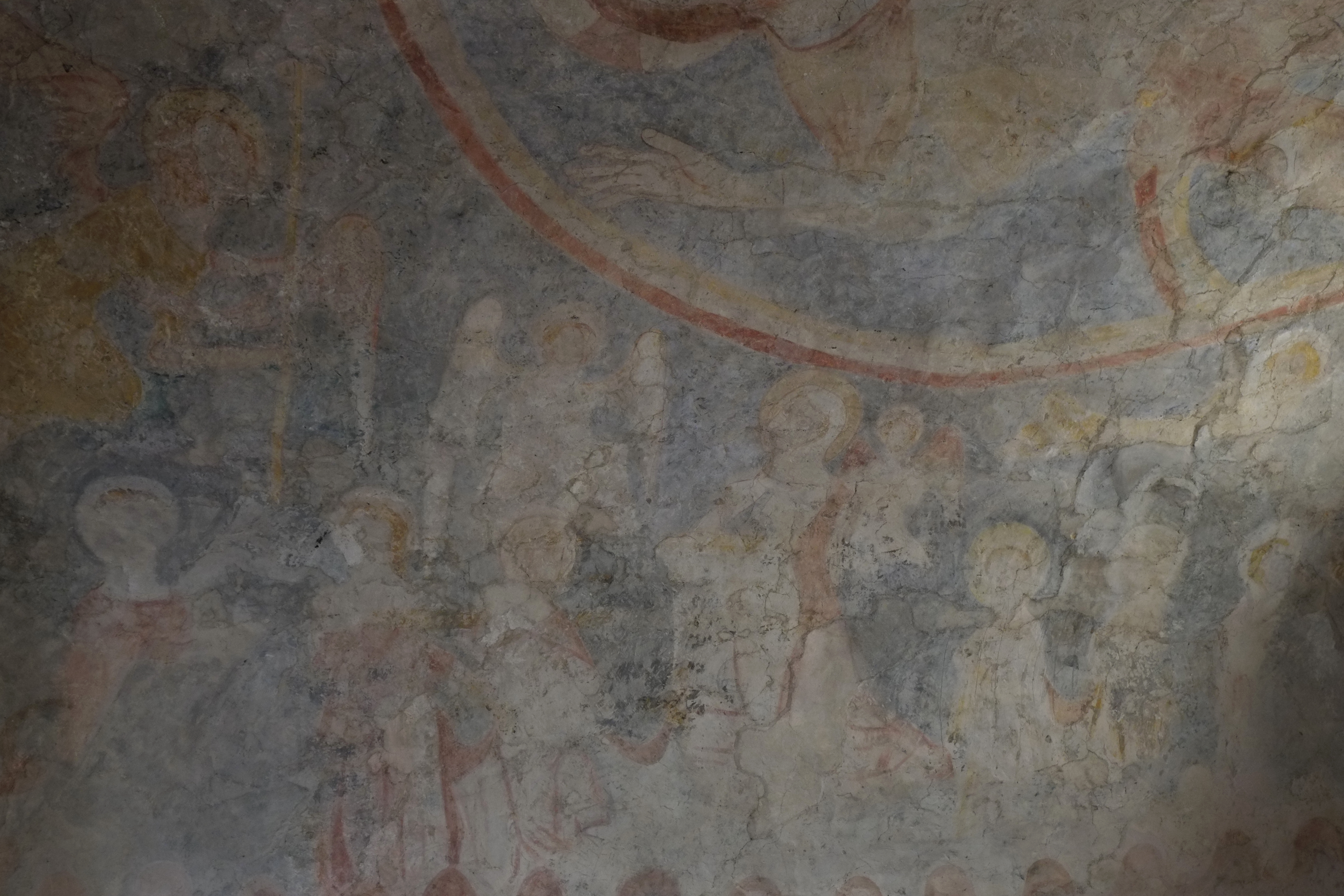